# José Vicente Orrego Hurtado
José Vicente Orrego Hurtado (Quillota, 19 de septiembre de 1773 - Santiago, 12 de septiembre de 1844) fue un político y catedrático chileno. 

## Carrera Religiosa
Profesó la Orden Franciscana, en la cual llegó a ser definidor y catedrático. En 1823 entró al sacerdocio y al año siguiente se le nombró cura interino de Petorca y luego obtuvo la Parroquia en propiedad. En 1829 tomó parte en otro concurso de parroquias, y obtuvo Valparaíso, en la que sirvió hasta 1837.
Luego de ser nombrado capellán castrense del Ejército Restaurador del Perú, se halló en la Batalla de Yungay contra la Confederación Perú-Boliviana.
Regresó a Chile en 1839 y en premio a sus servicios fue nombrado racionero de la Catedral de Santiago. En 1844 se le promovió a canónigo de Merced, cargo que ocupó hasta su muerte.

## Carrera política
Había sido elegido Diputado suplente por Quillota en 1823, pero no ocupó la titularidad. En este año fue un importante apoyo político de Juan Egaña y su Constitución moralista.
Elegido Diputado en propiedad por Petorca en 1827, fue reelegido en 1828, esta vez por Valparaíso, integrando en ambos períodos la Comisión permanente de Negocios Eclesiásticos.
En 1843 volvió a servir como diputado, esta vez electo por Osorno, pero falleció un año más tarde, siendo reemplazado por el suplente José Camilo del Solar, quien terminó el período.
La plaza de “La Victoria de Valparaíso”, se llamó hasta 1841 “Plaza Orrego”, porque en ella estaba la casa del cura párroco del puerto, casa que ocupó en su estancia allí.